# Distretto di Chupamarca
Il distretto di Chupamarca è uno dei dodici distretti della  provincia di Castrovirreyna, in Perù. Si trova nella regione di Huancavelica.